# Associació i Col·legi d'Enginyers Industrials de Catalunya
L'Associació i el Col·legi d'Enginyers Industrials de Catalunya són dues associacions diferents però vinculades institucionalment. Representen el col·lectiu professional de l'enginyeria catalana. La història comuna i en paral·lel d'ambdues entitats les ha mantingut vinculades i a vegades ha provocat certa confusió. De fet comparteixen la mateixa seu a la Via Laietana, mantenen gairebé la mateixa militància (el 1988: 6.500 col·legiats per 6.700 associats) i sovint la presidència de l'Associació i el deganat del col·legi han recaigut en la mateixa persona.

## L'Associació
L'Associació es dedica bàsicament a activitats culturals i socials relacionades amb l'enginyeria. Mitjançant comissions de treball l'entitat organitza jornades, impulsa estudis, celebra certs esdeveniments... Cal remarcar que l'associació és la propietària del patrimoni comú.
Segons el seu propi web es dediquen a:
- Organitzar serveis i activitats que serveixin per desenvolupar els socis professionalment i socialment
- Treballar conjuntament amb el sector industrial i amb l'administració pública.
- Travar relacions amb altres associacions tècniques, científiques, culturals...
- Preparar jornades de formació en col·laboració amb les universitats politècniques i amb altres centres docents; i fins i tot impulsar la creació de centres autònoms.
- Editar llibres i revistes de continguts industrials, econòmics, tècnics i científics.
- Assessorar els poders públics sempre que l'Associació sigui requerida.

A més a més, forma part de la Federació d'Associacions d'Enginyers Industrials, la qual agrupa les diverses associacions regionals espanyoles del ram i organitza regularment activitats similars a aquesta escala. Al seu torn, la Federació està integrada a l'Institut d'Enginyeria d'Espanya entitat que agrupa les organitzacions de les diverses enginyeries (navals, aeronàutiques, de camins...).

## El Col·legi
El Col·legi es dedica bàsicament a les activitats oficials. Segons el seu propi web aquestes són:
- Ordenar l'exercici de la professió i vetllar perquè treballi èticament.
- Defensar els drets de les persones que es dediquen a l'enginyeria industrial.
- Assessorar l'administració pública, els particulars i els mateixos col·legiats resolent llurs consultes o elaborant informes complets.
- Organitzar activitats científiques, tècniques, econòmiques, socials i culturals relacionades amb el sector.
- Fomentar la investigació.
- Vigilar que cap individu sense titulació usurpi les funcions de la professió d'enginyer industrial.

## Història
La complexa història de l'Associació i del Col·legi va en paral·lel a l'evolució de la professió, l'aparició dels invents propis de la revolució industrial, i dels esdeveniments polítics del país. El 1850 es van crear els estudis d'enginyeria, que es cursaven sobretot a l'Escola Industrial, la qual fou l'única institució que va funcionar permanentment al llarg de la segona meitat del s. XIX. Tot i que no seria fins al 1856 que els alumnes catalans rebrien a Madrid el títol d'enginyer industrial després d'haver cursat la carrera a Barcelona.

### De la fundació a les exposicions internacionals
L'entitat es va fundar el 8 de juny de 1863 amb el nom d'Associació d'Enginyers Industrials de Barcelona (també coneguda com A d'E. I. de Catalunya) per defensar els interessos professionals del nou col·lectiu d'enginyers, coordinar-los amb el sector industrial i mantenir relacions amb els enginyers d'altres països. Al llarg de la seva història ha publicat diversos butlletins i quaderns tècnics. Però el 1886 un grup de membres es va escindir per crear la delegació a Barcelona de la Asociación Nacional de Ingenieros Industriales (ANII). La pugna no es resoldria fins al 1897 quan ambdues entitats acordaren convertir l'associació catalana en la delegació barcelonina de l'ANII però amb un reglament propi i autonomia financera.
En el marc de l'Exposició Universal de Barcelona del 1888 l'Associació va organitzar un important Congrés Internacional d'Enginyeria, presidit per Silví Thos i Codina. A més a més va participar-hi amb un estand propi a on exposava llur Revista Tecnológica i els diversos premis internacionals que havia rebut (també en aquest certamen la revista rebé una medalla d'or); i va formar part del jurat dels premis de l'Exposició. El relleu de l'entitat es va veure reforçat novament per la nombrosa participació dels seus membres a l'Exposició Internacional del 1929.
El 1930 l'Associació va viure una intensa polèmica arrel d'un article escrit per l'expresident i enginyer internacionalment conegut, Josep Serrat i Bonastre, anomenat "La burocracia industrial y la industria catalana" a les pàgines de La Publicitat, el diari d'Acció Catalana. L'episodi va estar a punt de provocar la dimissió de la junta directiva, i va finalitzar quan Serrat es donà de baixà. En memòria i reconeixement seu, l'Associació i el Col·legi atorguen els Premis Serrat i Bonastre de periodisme des de finals dels anys 90.

### Del 1930 fins ara
| Nombre de membres | Nombre de membres | Nombre de membres |
| Any               | Associació        | Col·legi          |
| ----------------- | ----------------- | ----------------- |
| 1927              | 606               | x                 |
| 1929              | 621               | x                 |
| 1932              | 669               | x                 |
| 1934              | 675               | x                 |
| 1935              | 705               | x                 |
| 1988              | 6.700             | 6.500             |

El 1931 l'ANII fou dissolta i substituïda per la Federación de Asociaciones de Ingenieros Industriales.
Durant la II República l'Associació es mostrà partidària de l'autonomia catalana. De fet Técniaja incorporava articles articles escrits en català el mes de maig de 1931, i el mes de setembre ja va començar a editar-se amb normalitat en aquesta llengua a excepció de la part oficial. Les activitats i les actes de la direcció van passar a ser bilingües. Tot i que l'entitat va procurar ser neutral pel que fa a les diverses qüestions polítiques del moment, alguns enginyers destacats s'hi dedicaren plenament. Cal dir que ja en aquesta època hi havia enginyer afiliats des de les Balears, Tarragona, Lleida i Girona. El 1934 l'Associació va escollir per president Ramon Barbat i per fi va aprovar els seus estatus: finalment es van regular tant el nom en català d'Associació d'Enginyers Industrials de Barcelona, com les sis seccions tècniques:
- Mecànica, construcció i ferrocarrils
- Química i metal·lúrgia
- Electricitat
- Ensenyament i higiene industrial
- Acció social
- Economia i sociologia

El 1936 posaren en marxa la delegació catalana de la mútua AMIC (Asociación Mutualista de la Ingeniería Civil). Ja durant la guerra civil, aquesta va auxiliar diversos enginyers necessitats. En aquest període 27 socis van morir a causa de la convulsa repressió revolucionària, 2 ho feren a les presons republicanes, i 4 moriren amb l'uniforme facciós. A partir del setembre de 1936 la junta directiva va deixar de reunir-se (el mateix president Barbat havia fugit a la zona franquista) i no es reprendria l'activitat fins al novembre de 1939.
El 1950 l'estat espanyol promociona la creació de col·legis oficials públics per certes professions: en el ram de l'enginyeria es crearen 11 col·legis oficials en diversos llocs: Madrid, Barcelona (Catalunya), València (País Valencià i Illes Balears), Bilbo, Donostia, Saragossa, Santander, Oviedo, la Corunya, Sevilla i Granada. En el cas principatí fou el mateix president de l'Associació d'Enginyers Industrials de Barcelona qui va procedir a constituir el Col·legi d'Enginyers Industrials de Barcelona. Agrupació de Catalunya. La vinculació entre la vella Associació i el nou Col·legi oficial s'explica perquè la primera ja concentrava els enginyers catalans, i a més ja tenia una seu i una biblioteca. En aquell moment es va decidir mantenir l'Associació perquè si l'estat espanyol en el futur reformés o eliminés els col·legis no es perdés el patrimoni dels enginyers catalans, i de fet ella continua sent la propietària de tot el patrimoni comú. Des d'aleshores l'Associació es feu càrrec sobretot de les activitats de caràcter cultural, una tasca d'alt valor per a l'entitat; mentre que el Col·legi oficial assumia les responsabilitats encarregades per la legislació i altres normatives.
L'any següent es van crear delegacions provincials a Tarragona, Lleida i Girona, i una de vallesana a Sabadell.
Durant el llarg franquisme les dues organitzacions van actuar com a nuclis de resistència tant política com nacional contra el règim. I ja amb la transició ambdues adoptaren el nom d'Associació i Col·legi d'Enginyers Industrials de Catalunya.
En 1986 les juntes del Col·legi i de l'Associació van crear l'Institut Català de Tecnologia, una fundació privada sense ànim de lucre per oferir serveis d'informació i formació propis d'enginyers a totes les empreses i professionals del sector tecnològic.
El 31 de desembre del 2010, el col·lectiu que agrupa l'Associació i el Col·legi ascendia a 11.727 persones entre associats, col·legiats, membres adherits i socis escolars.

## Publicacions
Entre les diverses publicacions editades per l'Associació al llarg dels seus cent cinquanta anys d'història cal destacar:
- Revista Tecnológico Industrial (1880-1916)
- Técnica (1917-1936)
- Novatecnia (1971-1977)